# Поль Бюїсонно
Поль Жорж Бюїссонно (фр. Paul Georges Buissonneau; 24 грудня 1926, Париж — 30 листопада 2014, Монреаль) — канадський театральний режисер і актор. Засновник і керівник монреальського Théâtre de Quat'Sous, лауреат «Еммі» за телевізійну постановку за межами США («Севільський цирульник», 1965), офіцер ордена Канади.

## Біографія
Народився в Парижі. У чотири роки втратив батька, а в 15 років, 1941 року, — мати, залишившись під опікою старшої сестри в роки німецької окупації. Поль допомагав сестрі спочатку збираючи вугілля взимку, а потім налагодив продаж взуття власного виготовлення на ринку. Іноді він розважав покупців співом і танцями на столі. Після війни один із покупців умовив його приєднатися до аматорської театральної трупи, а пізніше став наймолодшим учасником хорової трупи Compagnons de la Chanson, яка супроводжувала виступи Едіт Піаф. Разом з Піаф Бюїссонно й інші учасники хору гастролювали у Північній Америці у 1947 та 1948 роках, і під час гастролей у Монреалі Поль закохався у місцеву дівчину Франсуаз Шарбонно.
Після весілля Поль і Франсуаз деякий час прожили у Франції, але 1950 року повернулися до Монреалю, де Поль спочатку працював продавцем у магазині грамзаписів. Однак 1952 року директор служби парків Монреаля Клод Робіяр запропонував Бюїссонно очолити пересувний дитячий театр, який давав вистави у різних парках міста. Театр, сформований 1953 році та працює дотепер, отримав назву La Roulotte. На його підмостках розпочиналася кар'єра цілої низки в майбутньому відомих квебекських акторів і співаків.
На 1956 рік — рік народження сина Мартіна — припадають також дві важливі віхи в театральній кар'єрі Бюїссонно. Цього року він отримав роль на телебаченні у дитячій програмі Radio-Canada. Його персонаж, клоун Піколо, залишався постійною дійовою особою передачі «Скринька з сюрпризами» (фр. La boîte à surprises) аж до 1972 року. Також 1956 року Бюїссонно став одним із засновників нової аматорської театральної трупи Théâtre de Quat'Sous («Чотиригрошовий театр»), сформованої для виступу на національному театральному фестивалі. Новий театр, що дебютував постановками Бюїссонно за п'єсами Моріс Фомбера і Гійома Ханото, сподобався глядачам і закріпився на квебекській театральній сцені, на початку 1960-х років ставши професійним, а 1965 року отримав постійну прописку у будівлі. Одночасно з роботою в Théâtre de Quat'Sous Бюїссонно також ставив оперні програми для канадського телебачення, одна з яких — «Севільський цирульник», поставлена 1965 року, принесла своїм авторам одну з перших міжнародних премій «Еммі».
Залишався художнім директором Théâtre de Quat'Sous до 1984 року, передавши потім керівництво Луїз Латраверс. Серед його найвідоміших робіт з цим театром було ревю «l'Osstidcho», прем'єра якого відбулася 1968 року; плідною була співпраця з квебекським драматургом Мішелем Трамбле, який став постійним автором для театру Бюїссонно. В інших театрах популярність мали авторські адаптації Бюїссонно п'єс Даріо Фо, Гі Фуассі й Ежена Йонеска. Він також брав участь у фільмуванні квебекських фільмів «Консьєржері» (лавреат Монреальського міжнародного кінофестивалю та Коньяцького фестивалю поліційних фільмів) і «Малюк Варіус» (лавреат премії «Геній» та Монреальського кінофестивалю). Вибуховий темперамент і висока вимогливість Бюїссонно до акторів були широко відомі — один з наступних керівників Théâtre de Quat'Sous Ерік Жан згадує, що багатьом виконавцям вистачало одного разу з Бюїссонно, щоб більше ніколи з ним не працювати, а інші, навпаки, поверталися до нього знову і знову, тому що він змушував їх показувати на сцені найкраще, на що вони були здатні.
2012 року Бюїссонно, який до цього часу страждав на діабет і ниркову недостатність, став режисером ще однієї незвичайної постановки — власного «похорону». Вистава відбувалася у фоє нової будівлі Théâtre de Quat'Sous, відкритого 2009 року. Сам Бюїсонно брав участь у виставі за допомогою програми Skype, перебуваючи в цей момент у лікарні, де його супроводжувала знімальна група. Ці сцени пізніше увійшли до документального фільму разом з кадрами весілля Бюїссонно та Монік Барбо — його співробітниці та партнерки протягом більш ніж сорока років. Помер у Монреалі 30 листопада 2014 року у 87 років після повної відмови нирок.

## Нагороди та звання
- «Еммі» за кращу телевізійну програму за межами США (1965)
- Премія Віктора Морена за внесок у театральне мистецтво (1976)[8]
- Премія генерал-губернатора в галузі театрального мистецтва (1998)[8]
- Премія Деніз Пеллетьє[en] (2001)[7]
- Офіцер ордена Канади (2010)[11]
- Почесний громадянин Монреаля (2014)[7]